# Château de Klaffenbach
Le château de Klaffenbach (Wasserschloss Klaffenbach) est un château entouré d'eau situé à Klaffenbach qui fait aujourd'hui partie de la commune de Chemnitz en Saxe (Allemagne).

## Historique

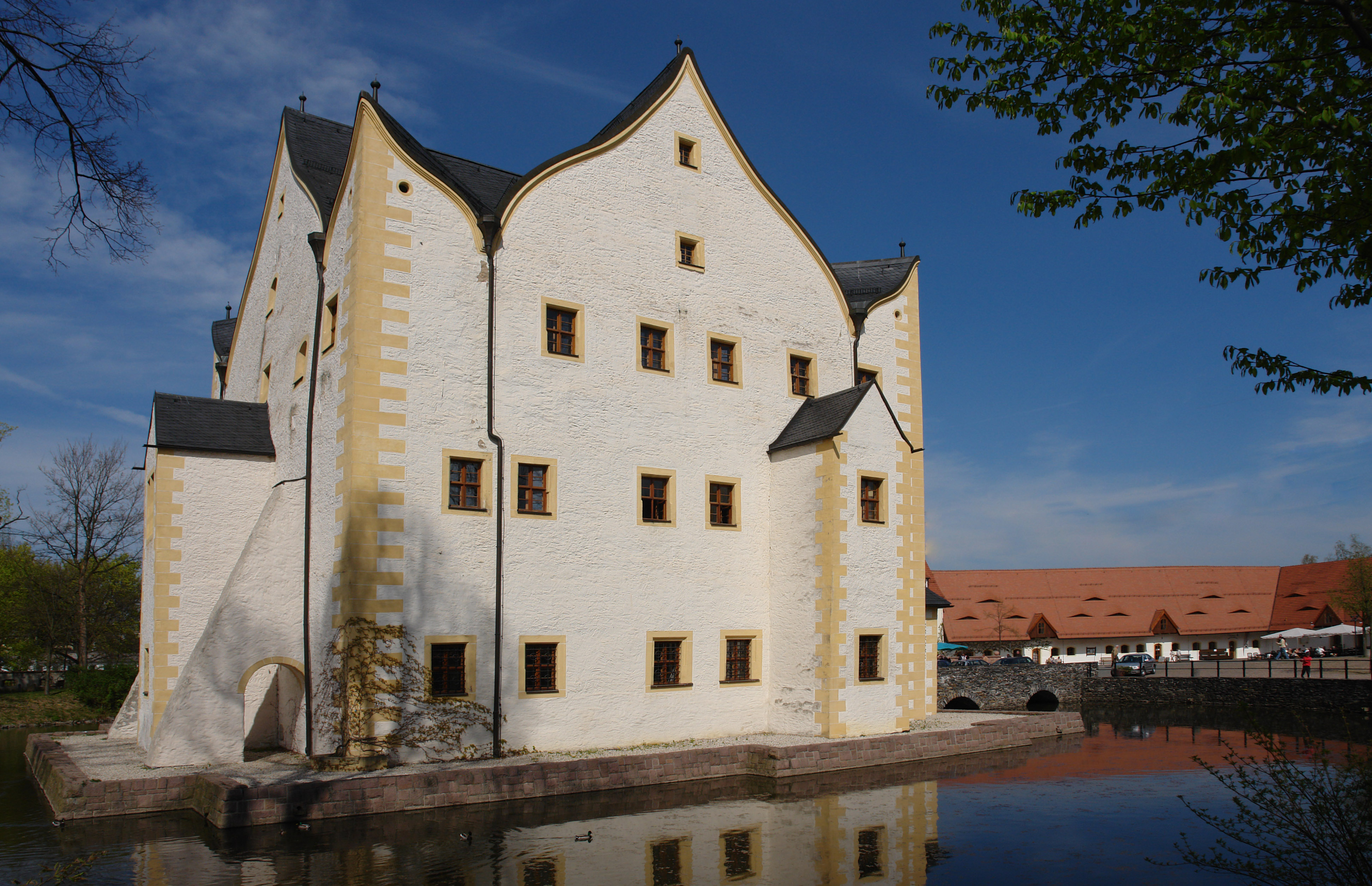
Vue de côté du château Klaffenbach

C'est en 1543 qu'un riche monnayeur d'Annaberg, Wolff Hühnerkopf, achète les terres de Neukirchen et de Klaffenbach à Jean-Frédéric de Saxe (1503-1554). Il y fait construire le château actuel entre 1555 et 1560. Le château et ses terres appartiennent à partir de 1615 aux barons, puis comtes (après 1667) von Taube. Le domaine est acquis en 1819 par un marchand de Schneeberg et en 1926 par la commune de Klaffenbach qui achète en plus le château en 1934. On y installe en 1935 une section féminine du Reichsarbeitsdienst. La future république démocratique allemande en fait une maison de redressement (Jugendwerkhof) pour jeunes filles (de 14 à 18 ans) en 1947, jusqu'en 1989.
Le château est restauré, en partie grâce à des fonds européens, de 1991 à 1995. Aujourd'hui le château abrite des lieux d'exposition et organise des concerts. Les communs, quant à eux, sont aujourd'hui partagés entre le musée saxon de l'automobile (800 m2), un hôtel, un restaurant, un atelier d'orfèvrerie, une petite fabrique de bougies, et le club-house du golf de Klaffenbach.

## Description
Le château de style Renaissance est construit sur quatre niveaux et est entouré d'eau. Il est unique et remarquable par ses pignons de hauteur différente qui ornent toutes les façades. Ils prennent la forme de doucines moitié convexes moitié concaves et donnent à la toiture sa forme originale.
Le château comporte aujourd'hui des salles d'exposition au rez-de-chaussée, un café-galerie, une petite chapelle décorée depuis 1860 de fresques romantiques qui sert à des mariages. On remarque dans l'entrée une sculpture représentant Dietrich von Taube (1616). Un salon du premier étage, nommé le salon vert, est décoré de fresques classiques. Le  baron Dietrich von Taube fait construire le deuxième étage au XVIIe siècle avec des plafonds peints et des murs à colombages. Cet étage est consacré à des expositions. Le dernier étage servait de grenier. Aujourd'hui c'est un lieu de petites représentations théâtrales.

## Source
- (de) Cet article est partiellement ou en totalité issu de l’article de Wikipédia en allemand intitulé « Wasserschloss Klaffenbach » (voir la liste des auteurs).